# Sveta Marija na Krasu (Buje)
Pour les articles homonymes, voir Sveta Marija na Krasu.
Sveta Marija na Krasu (en italien : Madonna del Carso) est une localité de Croatie située en Istrie, dans la municipalité de Buje, dans le comitat d'Istrie. En 2001, la localité ne comptait plus aucun habitant.

## Démographie
| 1948 | 1953 | 1961 | 1971 | 1981 | 1991 | 2001 |
| ---- | ---- | ---- | ---- | ---- | ---- | ---- |
| 0    | 0    | 0    | 0    | 0    | 0    | 0    |